# Septembre 1874

## Événements
- 15 septembre, Canada : début des signatures du Traité 4 entre la reine et les cris et Saulteaux du territoire qui couvrent le sud ouest du Manitoba au sud est de l'Alberta.

- 22 septembre, Canada : un scandale financier force Gédéon Ouimet à démissionner au Québec. Charles-Eugène Boucher de Boucherville le remplace comme premier ministre du Québec. Mise en place du son gouvernement.

## Naissances
- 3 septembre : Carl Stormer, physicien norvégien.
- 13 septembre : Arnold Schönberg, compositeur.
- 17 septembre : Eugène Béringuier, peintre français († 5 janvier 1949).
- 21 septembre : Gustav Holst, compositeur britannique.
- 22 septembre : Paul Chmaroff, peintre russe († 2 juillet 1950).
- 25 septembre : Albert Devaux, médecin, neurologue psychiatre français.

## Décès
- 10 septembre : Johann Nepomuk Stephan von Sacher naturaliste autrichien (° 26 décembre 1797).
- 21 septembre : Jean-Baptiste Élie de Beaumont, géologue français.